# Communauté de communes du Pays de Pouzauges
Die Communauté de communes du Pays de Pouzauges ist ein französischer Gemeindeverband mit der Rechtsform einer Communauté de communes im Département Vendée in der Region Pays de la Loire. Sie wurde am 21. Dezember 2001 gegründet und umfasst zehn Gemeinden. Der Verwaltungssitz befindet sich im Ort Pouzauges.

## Historische Entwicklung
Mit Wirkung vom 1. Januar 2016 schlossen sich die Gemeinden Les Châtelliers-Châteaumur, La Flocellière, La Pommeraie-sur-Sèvre und Saint-Michel-Mont-Mercure zur Commune nouvelle Sèvremont zusammen.

## Mitgliedsgemeinden
| Gemeinde                                    | Einwohner 1. Januar 2022 | Fläche km² | Dichte Einw./km² | Code INSEE | Postleitzahl |
| ------------------------------------------- | ------------------------ | ---------- | ---------------- | ---------- | ------------ |
| Chavagnes-les-Redoux                        | 847                      | 13,34      | 63               | 85066      | 85390        |
| La Meilleraie-Tillay                        | 1.489                    | 20,13      | 74               | 85140      | 85700        |
| Le Boupère                                  | 3.170                    | 43,48      | 73               | 85031      | 85510        |
| Monsireigne                                 | 989                      | 20,50      | 48               | 85145      | 85110        |
| Montournais                                 | 1.626                    | 29,14      | 56               | 85147      | 85700        |
| Pouzauges                                   | 5.641                    | 36,65      | 154              | 85182      | 85700        |
| Réaumur                                     | 861                      | 22,09      | 39               | 85187      | 85700        |
| Saint-Mesmin                                | 1.771                    | 26,28      | 67               | 85254      | 85700        |
| Sèvremont                                   | 6.401                    | 88,64      | 72               | 85090      | 85700        |
| Tallud-Sainte-Gemme                         | 447                      | 18,57      | 24               | 85287      | 85390        |
| Communauté de communes du Pays de Pouzauges | 23.242                   | 318,82     | 73               | –          | –            |

## Aufgaben
Zu den Aufgaben des Gemeindeverbandes zählt die Wirtschaftsförderung, der Umweltschutz, die Wohnungspolitik sowie die Unterhaltung der Kultur- und Sporteinrichtungen.